# George Chapman

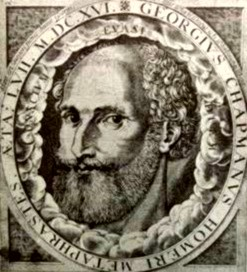

George Chapman (ur. 1559 (?) w pobliżu Hitchin w Hertfordshire, zm. 1634) w Londynie) – angielski poeta, dramaturg i uczony. Autor wielu prac o filozoficznym i moralnym wpływie poezji oraz o znaczeniu filologii klasycznej dla dorobku ludzkości.

## Poeta
Jego pierwszym utworem był filozoficzny poemat „The Shadow of Night” (1594). Napisał też poemat „Ovid's Banquet of Sense”. W roku 1598 opublikował ciąg dalszy poematu Christophera Marlowe „Hero and Leander”, a wkrótce potem tłumaczenie fragmentu Iliady Homera.

## Dramaturg
Jako dramaturg pisał zarówno komedie jak i tragedie. W swych tragediach odnosił się zazwyczaj do jednostki i jej stosunku do społeczeństwa. Z temperamentu był raczej poetą niż dramaturgiem. Nigdy nie nauczył się wmyśleć w postać sceniczną, która nie byłaby transpozycją jego samego. 

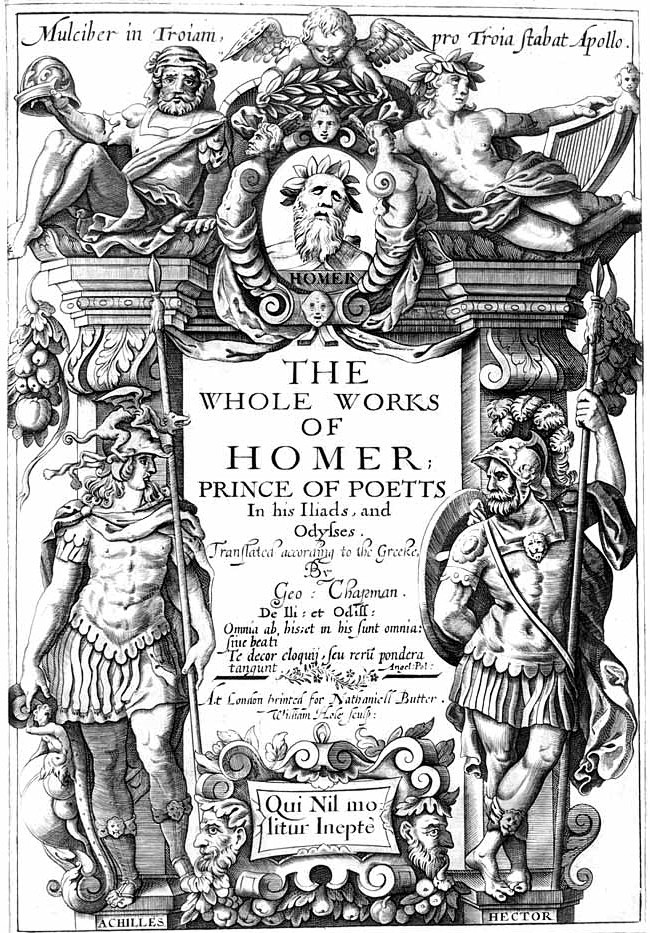
Edycja dzieł Homera w przekładzie Chapmana

 Już w 1598 roku Meres umieścił go wśród najlepszych angielskich twórców komedii i tragedii. Z tego wczesnego okresu zachowały się dwie jego nie najlepsze komedieː The blinde begger of Alexandria (1598) i An Humerous dayes Mirth (1599). Znacznym postępem techniki dramaturgicznej odznacza się późniejsza o kilka lat Al Fooles (druk. 1604), wystawiona jak się zdaje pod tytułem The World runs on Wheels. Kolejne komedie The Gentelman Usher i Monsieur d'Olive (druk. 1606) są znacznie słabsze, podobnie jak The Widow Teares (druk. 1612).
Sława Chapmana jako dramaturga wiąże się z tragediami osnutymi wokół tematów zaczerpniętych z Historii Francji, z których największym zainteresowaniem cieszyły się zawsze dramaty Bussy d’Ambois (druk. 1607) i The Revenge of Bussy d’Ambois (druk. 1613). O niemałym talencie Chapmana, choć raczej epickim niż dramatycznym świadczy również The Conspiracie, And Tragedie of Charles Duke of Byron, Marshall of France (druk. 1608). Pod koniec życia Chapman napisał jeszcze, opartą na wątkach antycznych, tragedię Caesar and Pompey (druk. 1631).

## Tłumacz
W roku 1616 opublikował własne tłumaczenie „Iliady” i „Odysei” ciepło przyjęte przez czytelników, czemu dał wyraz John Keats w sonecie „On First Looking into Chapman's Homer”.